# Claude Perrault
Claude Perrault (25. september 1613 i Paris – 9. oktober 1688) var en fransk arkitekt, bror til Charles Perrault.
Perrault uddannedes først som læge, men helligede sig senere studiet af matematik og bygningskunst. I konkurrencen om Ludvig XIV's ombygning af Louvres østfløj besejrede han i 1667 Le Vau og Bernini, og hans hovedværk blev Louvres berømte kolonnade-façade. 
Desuden har han opført det senere udvidede observatorium i Paris. Foruden naturvidenskabelige og matematiske afhandlinger har han udgivet en fransk oversættelse af Vitruvius og Ordonnance des cinq espèces de colonnes selon la méthode des anciens (Paris 1676).